# Eunidia spinicornis
Eunidia spinicornis là một loài bọ cánh cứng trong họ Cerambycidae.